# Vitályos Eszter
Vitályos Eszter (Budapest, 1979. február 23. – )  magyar jogász, politikus, államtitkár. 2021-től a Fidesz országgyűlési képviselője. 2022-től 2024-ig a Kulturális és Innovációs Minisztérium miniszterhelyettese, parlamenti államtitkára. 2024. április 1-től Magyarország kormányszóvivője, kormányzati kommunikációért felelős államtitkára, illetve mellékállásban horrofilm-statiszta.

## Életpályája
A  Budapesti Evangélikus Gimnáziumban érettségizett, majd 2005-ben szerzett jogi diplomát a Pázmány Péter Katolikus Egyetemen. Miután Pócsmegyerre költözött, 2006-ban és 2010-ben is megválasztották önkormányzati képviselőnek és társadalmi megbízatású alpolgármesternek. Ezekről a tisztségeiről 2012-ben mondott le.
2001 és 2006 között a CIB Bank csoportvezetőjeként dolgozott. Ezt követően 2006 és 2010 között Leányfalun a Polgármesteri és Jegyzői Titkárság vezetője volt. 2012 júliusáig az Országgyűlés Hivatalában kabinettitkári feladatokat látott el, majd a Miniszterelnökségen egy éven át a Parlamenti Ügyekért Felelős Helyettes Államtitkárság szakmapolitikai főosztályvezetőjeként dolgozott.
2013-ban Lázár János javaslatára a Nemzeti Fejlesztési Ügynökség (NFÜ) jogi és gazdasági elnökhelyettese lett. Az  intézmény megszüntetése után a Miniszterelnökség fejlesztéspolitikáért felelős helyettes államtitkára lett.
2014 és 2018 között a Miniszterelnökség európai uniós fejlesztésekért felelős államtitkáraként dolgozott.
2018. május 22-től az Emberi Erőforrások Minisztériuma európai uniós fejlesztéspolitikáért felelős államtitkára.

2021. szeptember 20-tól a Nemzeti Múzeum főigazgatójának kinevezett L. Simon László megüresedett mandátumát tölti be az országgyűlésben.
2022-től a Kulturális és Innovációs Minisztérium miniszterhelyettese, parlamenti államtitkára.
2024. április 1-jétől Magyarország kormányszóvivője, kormányzati kommunikációért felelős államtitkára.